# Krnčica
Il monte Krnčica con 2.142 m s.l.m. è una cima della Catena Nero-Tolminski Kuk-Rodica.